# Kotaro Honda
Kotaro Honda, född 24 mars 1870, död 12 februari 1954, var en japansk fysiker och metallograf.
Honda var professor vid universitetet i Sendai och chef för ett metallurgiskt och metallografiskt institut, som han själv grundat. Honda utförde en rad undersökningar om järnet och dess legeringars termiska och kemiska egenskaper.